# Bolyphantes mongolicus
Bolyphantes mongolicus är en spindelart som beskrevs av Imre Loksa 1965. Bolyphantes mongolicus ingår i släktet Bolyphantes och familjen täckvävarspindlar.
Artens utbredningsområde är Mongoliet. Inga underarter finns listade.